# Jaakko Friman
Jaakko Johannes «Jaska» Friman (né le 13 janvier 1904 à Tampere en Pirkanmaa en Finlande et mort le 17 février 1987 à Tampere en Pirkanmaa en Finlande) est un patineur de vitesse finlandais.

## Palmarès

### Jeux olympiques d'hiver
- Jeux olympiques d'hiver de 1928 à Saint-Moritz,  Suisse
  -  Médaille de bronze du 500 mètres